# Montana (Bulgarien)
 For alternative betydninger, se Montana (flertydig). (Se også artikler, som begynder med Montana)
Montana er en by i det nordvestlige Bulgarien, med et indbyggertal (pr. 2005) på cirka 55.000. Byen er hovedstad i Montana-provinsen, og ligger ved bredden af floden Ogosta.
43°25′N 23°16′Ø / 43.417°N 23.267°Ø
- Wikimedia Commons har flere filer relateret til Montana (Bulgarien)